# Zelandotipula infernalis
Zelandotipula infernalis är en tvåvingeart som först beskrevs av Alexander 1947.  Zelandotipula infernalis ingår i släktet Zelandotipula och familjen storharkrankar.
Artens utbredningsområde är Venezuela. Inga underarter finns listade i Catalogue of Life.